# Apu (isbrytare, 1899)
Apu (tidigare Avance) var en finländsk isbrytare som tjänstgjorde 1899–1958. Den byggdes först för ett konsortium av affärsmän i Åbo, som också önskade vintertrafik för sina affärer.

## Bakgrund
Behovet av vintersjöfart från finländska hamnar uppstod genom skogsindustrins tillväxt under senare hälften av 1800-talet. Man beslöt att Hangö var den bästa vinterhamnen, då Hangö udd skjuter ut långt i Finska viken som den sydligaste punkten på det finländska fastlandet, och därför ofta är isfri. Järnvägen dit blev färdig 1873 och den första isförstärkta ångaren Express II (senare Express) inledde trafik på Stockholm 1877.
Åbos fördel som vinterhamn är att inloppet skyddas av en stor skärgård, vilket betyder att man har mycket mindre problem med isvallar. De statliga isbrytarna (Murtaja och Sampo) assisterade dock inte trafiken till Åbo mer än sporadiskt. Därför beslöt man att bygga en egen isbrytare.

## Fartyget
Fartyget byggdes vid Howaldt Werke i Kiel i Tyskland. Det var mindre än Murtaja: 43,9 meter långt, med 4,6 meters djupgående och 900 tons deplacement. Huvudmaskinen var en koleldad ångmaskin på 1500 hästkrafter. Fören var i princip likadan som på Murtaja, men med annan lutning, som var bättre i lätta isförhållanden. Fartyget skulle få 33 personers besättning. Fartyget fick namnet Avance.
Fartyget hade också segel, liksom många andra ångfartyg på den här tiden. De avlägsnades i en ombyggnad på 1920-talet.

## Historia
Till att börja med drevs isbrytaren i privat regi. Så småningom upplevdes underhållet dock för dyrt och Åbo stad övertog isbrytaren och dess drift 1909. Besättningen blev då kommunala tjänstemän.
Under första världskriget rekvirerades Avance av ryska staten (Finland var ännu inte självständigt) som underhållsfartyg för flottan. Fartyget målades vitt, med namnet Avance med kyrilliska bokstäver. Under finska inbördeskriget kom fartyget till Sankt Petersburg med flyende ryssar (då Finland blev självständigt var det redan vinter och trupperna blev kvar i landet). Efter kriget kom Avance tillbaka i utbyte mot en rysk isbrytare (Silats, kallad Ilmarinen i finsk tjänst vintern 1919) som blivit kvar i Kotka.
Då Avance kom tillbaka 1922 var fartyget i dåligt skick och Åbo ville inte ha det. Man ville ändå inte skrota det, utan staten köpte fartyget 1923, rustade upp det och gav det det nya namnet Apu.
Fartyget deltog i andra världskriget för den finländska marinen.
Efter 36 års tjänst för finska staten skrotades fartyget 1959.